# アロンドラ・タピア
アロンドラ・デニス・タピア・クルス（Alondra Denis Tapia Cruz、2004年5月19日 - ）は、ドミニカ共和国の女子バレーボール選手である。ドミニカ共和国代表。

## 来歴
ラ・ベガ州出身。
13歳でバレーボールを始める。古川学園高等学校監督の岡崎典生からのスカウトを受け、中学卒業後来日。
来日当初は練習の厳しさからホームシックになったり、怪我の影響もあり満足な活躍はできなかったが、2年生で迎えた第74回全日本バレーボール高等学校選手権大会（春高バレー）ではミドルブロッカーとして得点を量産し、チームの準優勝に貢献した。
第75回全日本バレーボール高等学校選手権大会では母がドミニカ共和国から応援に駆け付け準決勝から観戦する中、決勝戦では36得点を記録。古川商業時代の1999年以来の優勝を果たし、最優秀選手に選ばれている。
古川学園高等学校卒業後の2023年、ドミニカ共和国代表に初選出。2023年ネーションズリーグのメンバー入りを果たした。
2023年シーズンはペルーリーグ (es) のCV Deportivo Géminis (en) に所属。最多得点のタイトルを獲得した。
2024年、前年に続きネーションズリーグに出場。6月15日のブルガリア戦では試合には敗れたもののネーションズリーグでは歴代4位となる1試合37得点を記録した。同年は2024年パリオリンピック出場を果たした。9月、中国スーパーリーグの天津渤海銀行入団が発表された。
2025年2月、ロシアスーパーリーグのロコモティブ・カリーニングラードに移籍。

## 人物
- 好きな日本語は「相思相愛」[2][6]。
- 目標の選手は木村沙織[3]。

## 球歴
- U18ドミニカ共和国代表（2021年）[13]
- U23ドミニカ共和国代表（2022年-）[14]
- ドミニカ共和国代表（2023年-）
  - ネーションズリーグ - 2023年、2024年
  - オリンピック - 2024年

## 受賞歴
- 2022年 - 第74回全日本バレーボール高等学校選手権大会（春高バレー） - 優秀選手[15]
- 2022年 - 第27回全国私立高等学校バレーボール選手権大会（さくらバレー） - 優秀選手[16]
- 2022年 - 令和4年度全国高等学校総合体育大会バレーボール競技大会（インターハイ） - ベスト6、優秀選手[17]
- 2023年 - 第75回全日本バレーボール高等学校選手権大会（春高バレー） - 最優秀選手[7]
- 2024年 - ペルーリーグ (es)  - 最多得点[10]
- 2024年 - 第4回NORCECAファイナルシックストーナメント - ベストオポジット[18]
- 2024年 - U23パンアメリカンカップ - ベストオポジット[19]

## 所属チーム
- La Vega
- 古川学園高等学校（2020-2023年）
- CV Deportivo Géminis (en) （2023-2024年）
- 天津渤海銀行（2024年）
- ロコモティブ・カリーニングラード（2025年-）